# Драчёв, Андрей Константинович
Андрей Константинович Драчёв (18 января 1985, Райчихинск, СССР — 20 августа 2017, Хабаровск, Россия) — российский пауэрлифтер и бодибилдер. Чемпион России в категории до 120 кг (2014), серебряный призёр чемпионата мира (2011) и Европы (2010). Мастер спорта России международного класса.

## Биография
Родился 18 января 1985 года в Райчихинске Амурской области, там же он вырос и начал заниматься спортом. По информации президента федерации пауэрлифтинга Амурской области Юрия Слабко, когда Андрей Драчёв был ребёнком, семья переехала из Хабаровского края в Райчихинск. Его отец Константин Борисович Драчёв (род. 1961) — мастер спорта по пауэрлифтингу (силовое троеборье), в 1993 году участвовал в чемпионате мира по пауэрлифтингу в Канаде, в 2013 году окончил Дальневосточную государственную академию физической культуры, тренер по совместительству в Детско-юношеской спортивной школе № 3 города Райчихинска Амурской области, работал судебным приставом в межрайонном отделе судебных приставов по Райчихинску и посёлку Прогресс. Есть старший брат — Руслан, работает судебным приставом в том же отделе. Его родители проживают в Райчихинске, там же Андрей был зарегистрирован.
Учился в Дальневосточном государственном университете путей сообщения, в Социально-гуманитарном институте. Занимался спортом у тренера Владимира Мулина, заведующего кафедрой физического воспитания и спорта, мастера спорта СССР по тяжёлой атлетике, заслуженного тренера России.
В 2011 году на чемпионате мира по пауэрлифтингу в Пльзене завоевал серебряную медаль в категории до 120 кг. Проиграл Максиму Бархатову по собственному весу: вес Драчёва был 119,55 кг, а Бархатова — 117,22 кг.
В 2012 году из-за травмы колена снялся с турнира по пауэрлифтингу. После полученных травм закончил тренировки и перешёл в бодибилдинг.
В апреле 2015 года стал абсолютным чемпионом в номинации «бодибилдинг» на Открытом кубке Дальневосточного федерального округа по бодибилдингу в Хабаровске.
В апреле 2017 года занял первое место в категории «экстремальный бодибилдинг» на чемпионате Приморского края.
Работал тренером в фитнес-центре «World Class» в Хабаровске.
20 августа 2017 года в ходе уличной драки получил черепно-мозговую травму и был доставлен в больницу в карете скорой помощи, однако в реанимации скончался. Преступление совершил этнический азербайджанец Анар Алияр Оглы Аллахверанов 1992 года рождения, житель Хабаровска, уроженец Амурска, получивший в наказание 18 лет колонии строго режима. Наблюдавшего за дракой полицейского, из ложно понятого чувства товарищества не предпринявшего мер по предотвращению и пресечению противоправных действий, не осуществившего задержание последнего и не сообщившего об указанном происшествии в ближайший территориальный орган или подразделение полиции, приговорили к 2 годам и 4 месяцам в колонии-поселении и запретили в течение 1 года и 10 месяцев занимать должности на госслужбе.
24 августа Андрей Драчёв был похоронен на Центральном кладбище Хабаровска, после прощания и отпевания в тот же день в Спасо-Преображенском кафедральном соборе.